# Wladimir Wladimirowitsch Tscharnoluski
Wladimir Wladimirowitsch Tscharnoluski (russisch Влади́мир Влади́мирович Чарнолу́ский; * 31.jul. / 12. Juni 1894greg. in Sankt Petersburg, Russisches Kaiserreich; † 16. März 1969) war ein russischer Ethnograph und Schriftsteller, der die samische Forschung in der Sowjetunion mit begründete und sich v. a. mit den samischen Kulturen auf der Halbinsel Kola beschäftigte.

## Leben
Wladimir Tscharnoluski wurde am 12. Juni 1894 als Sohn einer verarmten Sankt Petersburger Adelsfamilie geboren. Sein Vater war Schriftsteller und Mitbegründer des marxistischen Verlages Snanije.
Zwischen 1906 und 1914 absolvierte Tscharnoluski ein 8-klassiges Handelsgymnasium in Sankt Petersburg. Außerdem besuchte er Kurse in Malerei und Zeichnen an der von Baron Alexander von Stieglitz gegründeten Schule für Technisches Zeichnen. Deshalb konnte er später im Lehrstudio von Saweli Seidenberg an der aus der Schule hervorgegangenen Akademie für Kunst und Industrie studieren. Tscharnoluskis Ausbildung wurde aber durch den Ersten Weltkrieg unterbrochen. 1915 ging er als Sanitäter freiwillig an die Front, später diente er als Gefreiter und sogar Kommandeur einer bewaffneten Kompanie.
Nach der Gründung der Sowjetunion infolge der Oktoberrevolution und dem Ende des Krieges 1918 arbeitete Tscharnoluski zunächst als Lehrer in der Volksbildung. Zwischen 1921 und 1925 studierte er Ethnographie an der Geographischen Fakultät der Staatlichen Universität Petrograd (ab 1924 Leningrad), so wie einige Jahre später auch sein Kollege im Feld der Samischen Studien Nikolai Wolkow. Bereits als Student führte Tscharnoluski auch zum ersten Mal als Teilnehmer einer größeren Expedition Feldforschung in Nordrussland durch. Während der darauf folgenden Jahrzehnte nahm Tscharnoluski an zahlreichen weiteren Expeditionen teil, wobei er vor allem Daten über die Geschichte und Kultur der Samen in Russland sammelte.
Wladimir Tscharnoluski starb am 16. März 1969.

## Schaffen
Tscharnoluski war der erste sowjetische Forscher, der sich intensiv mit samischer Folklore beschäftigt hat. Er erwarb während seiner Arbeit selber aktive Sprachkenntnisse des Samischen, und das umfangreiche von ihm dokumentierte Material, besonders über die materielle und immaterielle Kultur der Samen auf der Halbinsel Kola stellen bis heute wichtige Quellen für die in- und ausländische Forschung dar. Auch Tscharnoluskis Texte über die samische Geschichte und Mythologie, die zum überwiegenden Teil literarischen Charakter besitzen, sind bei samischen und nichtsamischen Lesern in Russland sehr populär.

### Tscharnoluski als Forscher
Das Ziel von Tscharnoluskis erster Expedition nach Nordrussland 1922, die er noch als Student durchführte, war die Dokumentation und Beschreibung der Rentierzucht bei den Nenzen auf der Halbinsel Kanin.
1927 fand die sogenannte Lappische Expedition (russisch Лопарская экспедиция) zu den Samen der Halbinsel Kola statt, auf der Tscharnoluski unter anderem mit den Ethnologen Sachari Tschernjakow und Dawid Solotarjow sowie dem Arzt F. G. Iwanow-Djatlow zusammenarbeitete. Tscharnoluski nahm an der Expedition gleichzeitig als Mitglied der Russischen Geographischen Gesellschaft und des Sowjetischen Schriftstellerverbandes teil.
Die Lappische Expedition weckte Tscharnoluskis besonderes Interesse an Samischen Studien. Auf mehreren weiteren Forschungsreisen in den 1930er Jahren sammelte und studierte er viele weitere ethnographische und folkloristische Materialien. Er arbeitete vor allem in den zentralen und westlichen Gebieten der Halbinsel Kola mit skolt-, kildin- und tersamischen Gruppen. Im Gebiet der Ethnographie schrieb er über die Praxis der Rentierzucht in den Kolchosen von Kanewka und Iwanowka, die in ursprünglich tersamischen Siidas gegründet wurden. Er beschrieb auch mehrere mit dem Ursprungsmythos vom heiligen Rentier Meandasch verbundenen Riten und stellte außerdem die These auf, dass sich anhand der Märchen der Ostsamen sogar alte Kontakte zwischen Samen und den südlichen finno-ugrischen Nachbarvölkern belegen lassen.
Nach den zahlreichen Expeditionen der 1930er Jahre lag eine lange Pause bis 1961, als Tscharnoluskis letzte Forschungsreise auf die Halbinsel Kola stattfand. Viele seiner Forschungsergebnisse, teilweise auch die der früheren Expeditionen, wurden ebenfalls erst seit den 1960er Jahren veröffentlicht. Grund für die 30-jährige Pause zwischen Tscharnoluskis Forschung und der späten Veröffentlichung seiner Arbeiten sind der Zweite Weltkrieg sowie der Wandel in der sowjetischen Politik gegenüber den Urbevölkerungen im Land, der sich bereits ab der Mitte der 1930er Jahre vollzog. Viele ethnische Aktivisten und Erforscher der kleinen Urvölker des russischen Nordens wurden während der Zeit der Stalinschen Säuberungen als nationalistische Abweichler angeklagt, oder ihnen wurde die Zusammenarbeit mit angeblich faschistischen Wissenschaftlern im Ausland vorgeworfen.

### Tscharnoluski als Schriftsteller
Tscharnoluskis Tätigkeiten als Forscher und Schriftsteller sind schwer voneinander zu trennen. Durch die Verarbeitung seiner Forschungsergebnisse in literarischen Texten konnte er besonders das Wissen über die altertümliche samische Kultur und ihre Besonderheiten popularisieren. Die Texte wurden in der Sowjetunion und darüber hinaus rezipiert und teilweise von anderen Autoren weiterverarbeitet. Somit hat Tscharnoluskis Wirken auch zur Verbreitung von samischen Themen in der Weltliteratur beigetragen.
Vom wissenschaftlichen Standpunkt gesehen führte die literarische Verarbeitung und Romantisierung der von Tscharnoluski gesammelten samischen Märchen und anderen mündlich überlieferten Texten allerdings dazu, dass sie als Quellen für die weitere Forschung wenig geeignet sind. Zum einen werden die Texte ausschließlich in russischer Übersetzung wiedergegeben. Obwohl Tscharnoluski alle Überlieferungen laut eigener Angaben ursprünglich auf Samisch aufzeichnete, wurden originalsprachliche Textproben nie veröffentlicht. Darüber hinaus editierte Tscharnoluski die Texte auch inhaltlich, um sie „dem europäischen Ohr verständlicher“ zu machen.
In Tscharnoluskis letztem, 1972 postum herausgegebenen Buch „Im Land des fliegenden Steins“ (russisch В краю летучего камня) präsentiert der Ethnograph seine eigenen Erinnerungen an die in der frühen Sowjetunion stattgefundenen Reisen auf die Halbinsel Kola. Er beschreibt dem nichtwissenschaftlichen Leser das Leben und die Bräuche des samischen Volkes und widmet auch der Natur der Halbinsel Kola viele Seiten. Das Buch ist außerdem mit Zeichnungen des Autors und seltenen Fotos illustriert.

## Schriften (Auswahl)
Auf Russisch
- 1930. Materialy po bytu loparei („Materialien über das Alltagsleben der Lappen“). Leningrad
- 1930. Sametki o pastbe i organisazii stada u loparei („Bemerkungen über den Weidegang und die Organisation der Herde bei den Lappen“). Leningrad
- 1932. Pastbischtscha i priemy wypasa olenei („Die Weiden und Techniken des Auftriebs der Rentiere“). Leningrad (zus. mit A. S. Salaskin)
- 1962. „Jaschtscher“ permskogo swerinogo stilja („Die 'Echse' des permischen Tierstils“). Moskau
- 1962. Saamskie skaski (Samische Legenden"). Moskau
- 1965. Legenda ob olene-tscheloweke („Die Legende vom Rentier-Menschen“). Moskau
- 1966. O kultje Mjandascha („Über den Kult des Meandasch“). Tallinn
- 1972. W kraju letutschewo kamnja („Im Land des fliegenden Steins“). Moskau

Auf Schwedisch
- 1993. Den vilda renen i myt och rit („Das wilde Rentier im Mythos und Ritus“). Jokkmokk (übers. und hrsg. von Kerstin Eidlitz Kuoljok)